# 勞爾群島
68°51′S 77°50′E / 68.850°S 77.833°E
勞爾群島是南極洲的群島，位於索斯達爾冰川和蘭維克灣之間，處於普里茲灣東南部，該群島在1935年2月由挪威的探險隊發現。